# Буддистская архитектура Японии

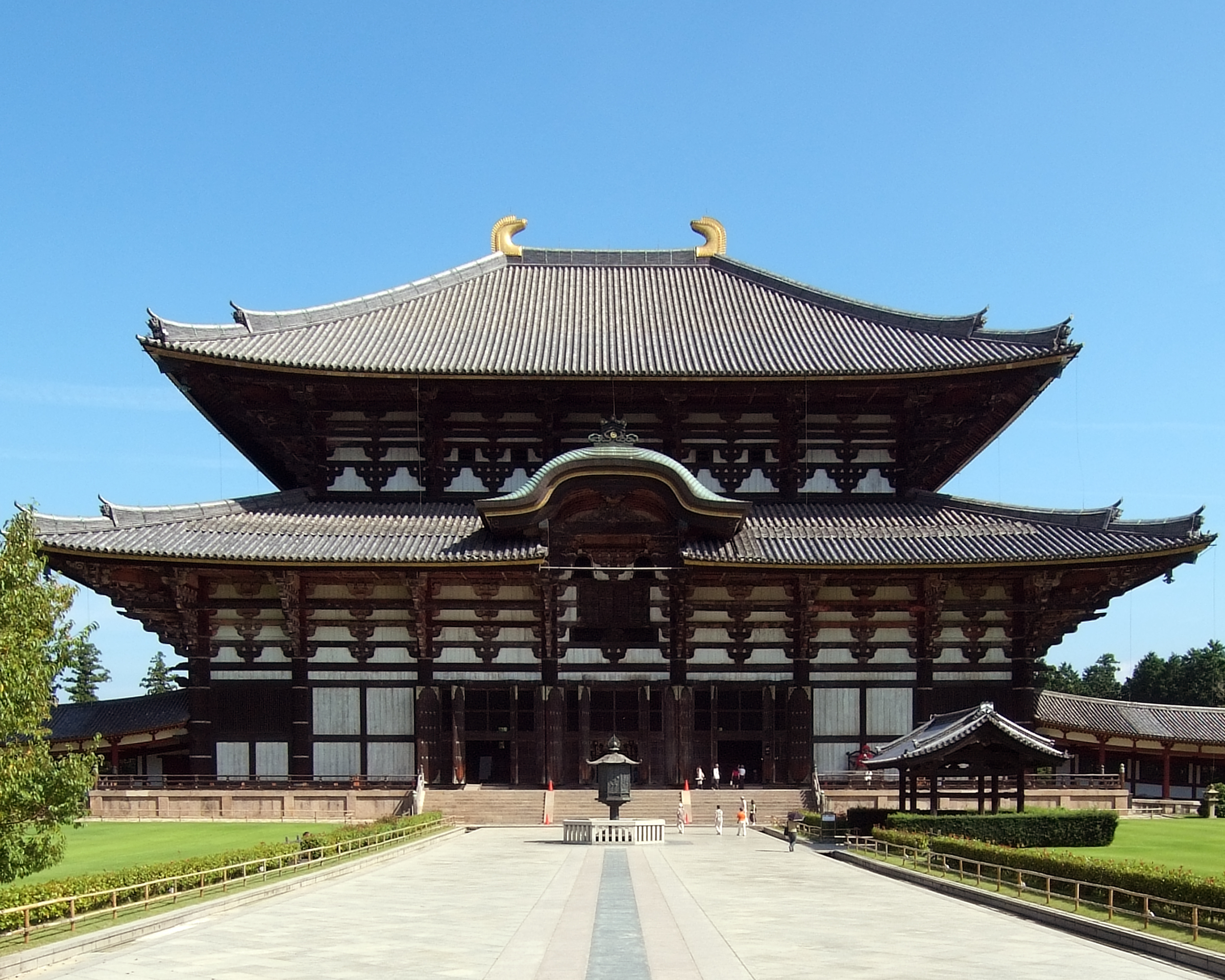
Главный зал храма Тодай-дзи

Буддистская архитектура Японии представлена строениями буддистских храмов и монастырей на территории Японии. Наряду с самими храмами, к ней относятся помещения, предназначенные для ночлега, учёбы, медитации и прочие.
Как и синтоистская архитектура, она является ярким примером культовой архитектуры Японии и представляет собой сочетание завезённых и исконно японских стилей. Буддистская архитектура Японии развивалась и изменялась со временем, начиная с копирования китайских стилей и принципов строительства до появления разнообразных японских стилей, отличных от материковых.

## История

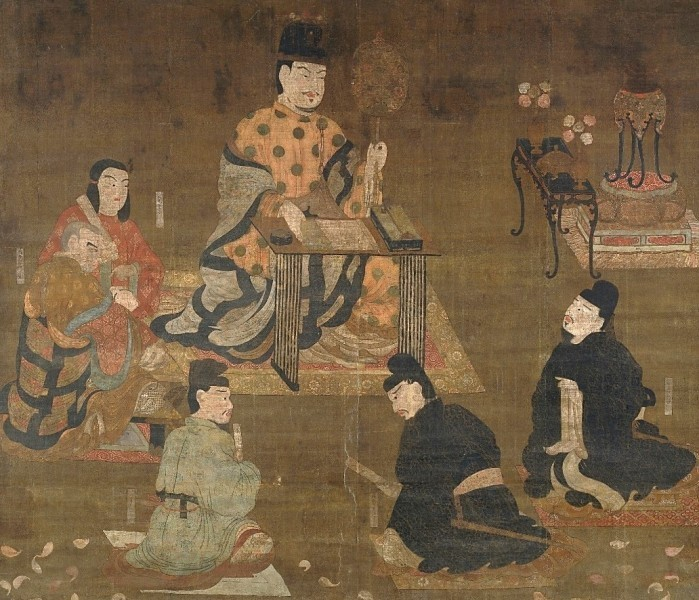
Принц Сётоку разъясняет сутру

Считается, что буддизм попал в Японию через Корею в 538 или 552 году. Согласно хроникам Нихон-сёки, правитель корейского государства Пэкче прислал в дар японскому императору образ Будды, после чего были приняты первые попытки поклонения новому божеству. Вначале действия властей были непоследовательны, но постепенно буддистское учение стало распространяться среди знати, по стране основывались буддийские монастыри. Начиная с 577 года в строительстве храмов участвуют корейские мастера, прибывшие в Японию из государства Пэкче. Первые храмы и монастыри строились в южнокитайском стиле и воздвигались, в основном, из дерева. В Японии, в отличие от Китая, многие буддистские сооружения VI—VIII веков сохранились до наших дней. Они являются важными свидетельствами китайской культовой архитектуры того времени.

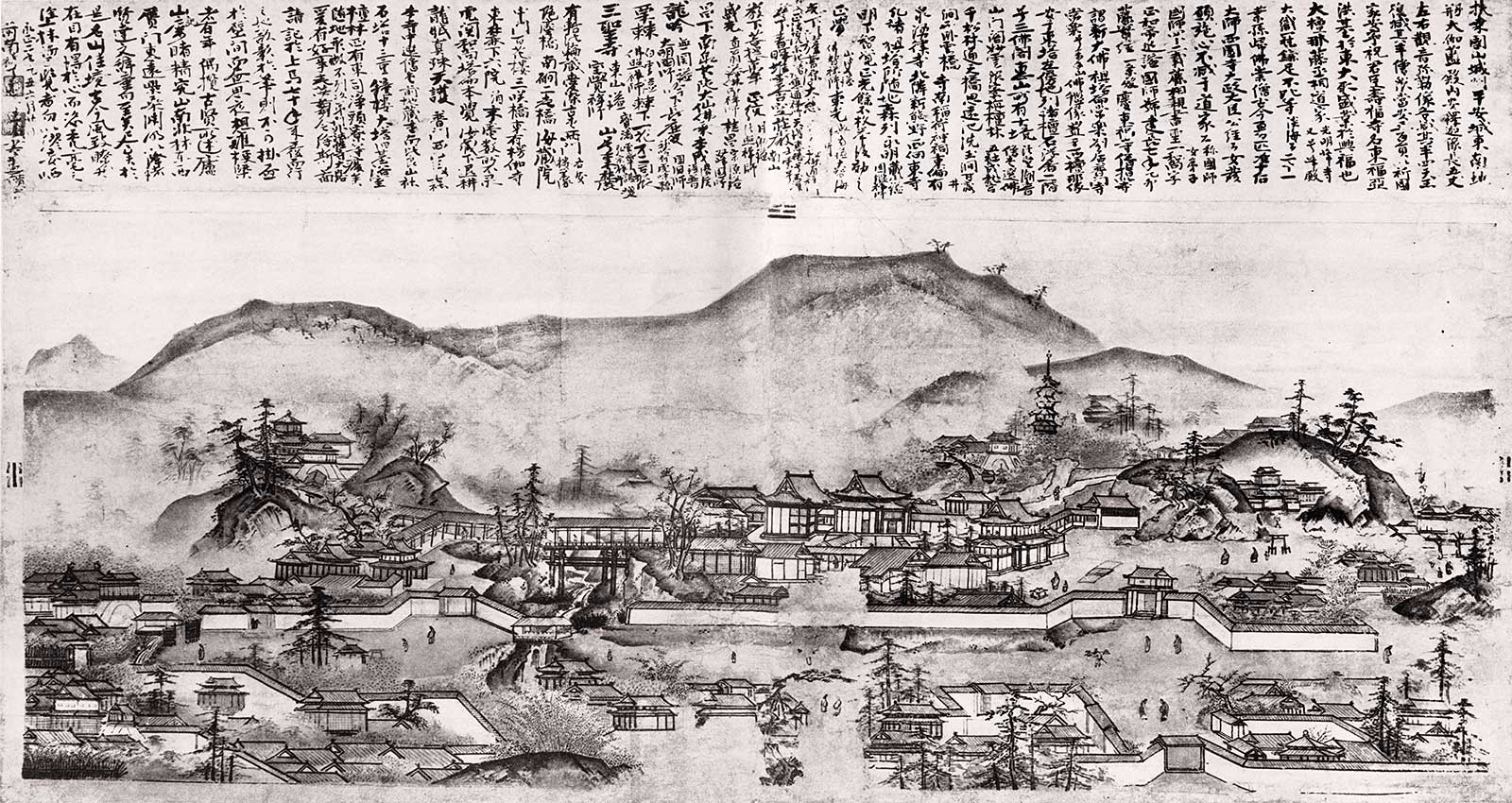
Храм Тофуку-дзи, рисунок XVI века

В 593 году был установлен центральный столб храма Хоко-дзи (Асука-дэра), одного из древнейших буддистских сооружений Японии, строительство завершилось в 596 году. Согласно «Нихон-сёки», крупнейший из храмов 6 века, Ситэнно-дзи (Нанива, сегодня Осака), был построен приблизительно в то же время. В 606 году уже существовал храм Ганго-дзи в Наре, известный огромной бронзовой статуей в главном зале. Благодаря деятельности принца Сётоку, а позже — поддержке рода Сога, к началу VII века буддизм уже занял прочные позиции в Японии.
В VI и VII веках буддистские храмы строились по нескольким фиксированным, завезённым из Китая, планам и располагались на ровных площадках. Начиная с 8 века строители стали предпочитать свободную планировку, гармонирующую с окружающим ландшафтом. Это особенно заметно в горных монастырях школ Тэндай и Сингон, пришедших в Японию в конце VIII века. Неподалёку от главного комплекса начали возводить небольшие храмы, подчинённые главному.
В эпоху Хэйан в горах, окружающих столицу, сложилось несколько крупных буддистских комплексов, самые известные из них — Рёандзи, Кинкакудзи и Гинкакудзи. К концу эпохи Хэйан ранние буддистские стили, пришедшие из Танского Китая, окончательно трансформировались в ваё — «японский стиль». Во второй половине этой эпохи большинство храмов возводились императорской семьёй, кланом Фудзивара и другими аристократами.
В эпохи Камакура (1185—1333) и Муромати (1333—1568) из Сунского Китая пришли новые стили — дзэн и стиль большого Будды, все они испытывали взаимное влияние. В эпохи Адзути-Момояма (1568—1600) и Эдо (1600—1868) многие храмы были перестроены в смешанном стиле. Последним из Китая в XVII веке пришёл стиль династии Мин.
С конца XIX века начал меняться сам подход к возведению храмов. То, что ранее воспринималось как религиозное действие, стало рассматриваться с позиций архитектуры (особенно западной). Внешний вид и планировка храмов стали описываться в западных эстетических терминах, архитекторы отказались от многих традиционных понятий и принципов. Сегодня многие храмы или храмовые здания строятся из железобетона, а их облик отражает задумку архитектора. Также получило распространение воспроизведение старых форм в железобетонных и стальных конструкциях, что часто делается для соответствия современным нормам пожарной безопасности. Нередко современные храмовые здания соседствуют со старыми, традиционными. В других случаях вместо традиционной группы зданий их функции выполняет одно многоэтажное здание. Существуют даже храмы, занимающие этаж высотного здания. В то же время, более трети традиционных храмов находятся под угрозой закрытия и приходят в упадок на фоне общего падения интереса к религии в Японии.

## Методы строительства
Вместе с буддизмом в Японию пришли и новые техники строительства.
Храмы имели прямоугольную планировку, в ней можно выделить центральную часть храма — моя (яп. 母屋), и окружающие её нефы или портики (обычно, шириной в один пролёт) — хисаси (яп. 廂・庇).
Перед хисаси со стороны фасада иногда пристраивали дополнительный портик. В других случаях дополнительный неф под отдельным козырьком (мокоси) окружал всё здание. Ещё одним решением было возведение сдвоенных зданий.

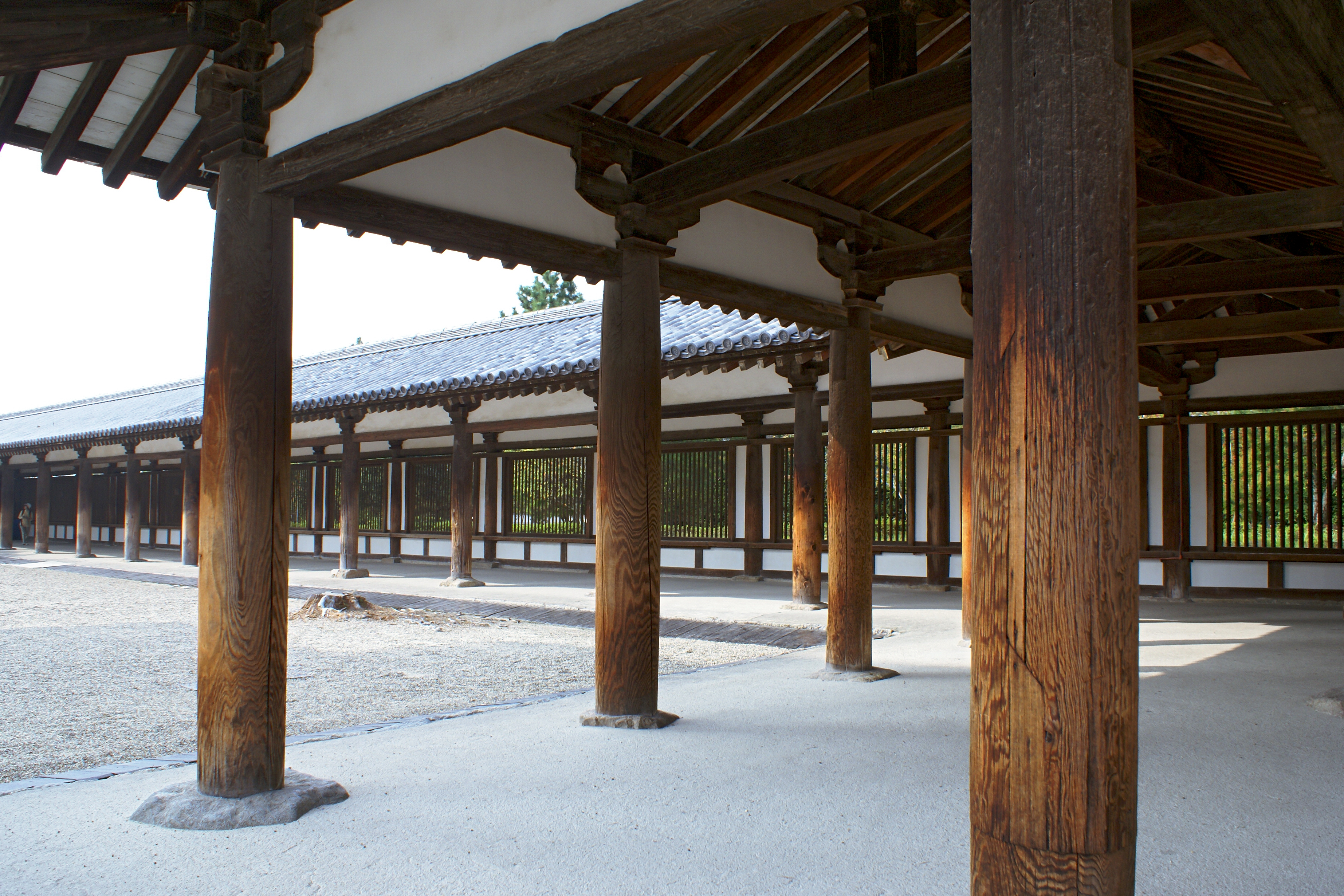
Коридор кайро в Хорю-дзи, виден способ установки колонн

Колонны храма стояли на каменных плитах, на колоннах лежали продольные и поперечные балки. Концы балок закреплялись в отверстиях колонн. Крыша, особенно выступающий козырёк, поддерживалась системой кронштейнов.
Самые сложные системы кронштейнов можно найти в храмах в районе Нары, важнейший из них — храм Хорюдзи (древнейшее сохранившееся деревянное здание в мире). В этом случае кронштейн и несущий блок образуют волнообразную форму, похожую на облако, поэтому данную систему называют кумохидзики (яп. 雲肘木, облачные кронштейны).
Несущая конструкция здания часто оставалась на виду и окрашивалась в красный цвет, стены были глинобитными. Крыши покрывались черепицей, крайние плитки имели особую форму и назывались онигавара (яп. 鬼瓦 черепица они), так как в период Камакура их украшали изображения демонов. Крышу поддерживали ряды параллельных стропил, обычно квадратного сечения.
В 10 веке был разработан новый вид крыши — ноянэ (яп. 野屋根, скрытая крыша), когда внешние и внутренние перекрытия возводились независимо друг от друга и имели свою систему стропил. Это позволило строителям возводить внешние крыши с произвольным уклоном и строить храмы большего размера.

## Типы строений
Существует несколько основных типов буддистских религиозных строений. Их набор определился уже в раннесредневековый период.
Пагода (яп. 塔 то:) ведёт своё происхождение от индийской ступы и китайских сторожевых башен. Изначально предназначавшаяся для хранения реликвий, в Японии пагода стала исполнять декоративную и символическую роль в храмовых ансамблях. Пагоды имели нечётное число этажей, от 3 до 13, но сохранившиеся пагоды, за редким исключением, имеют 5 этажей. В храмах школ эзотерического буддизма часто в дополнение или вместо обычной пагоды строилась круглая двухэтажная пагода тахото. Особым типом пагоды или ступы является горинто — каменное сооружение из пяти блоков.

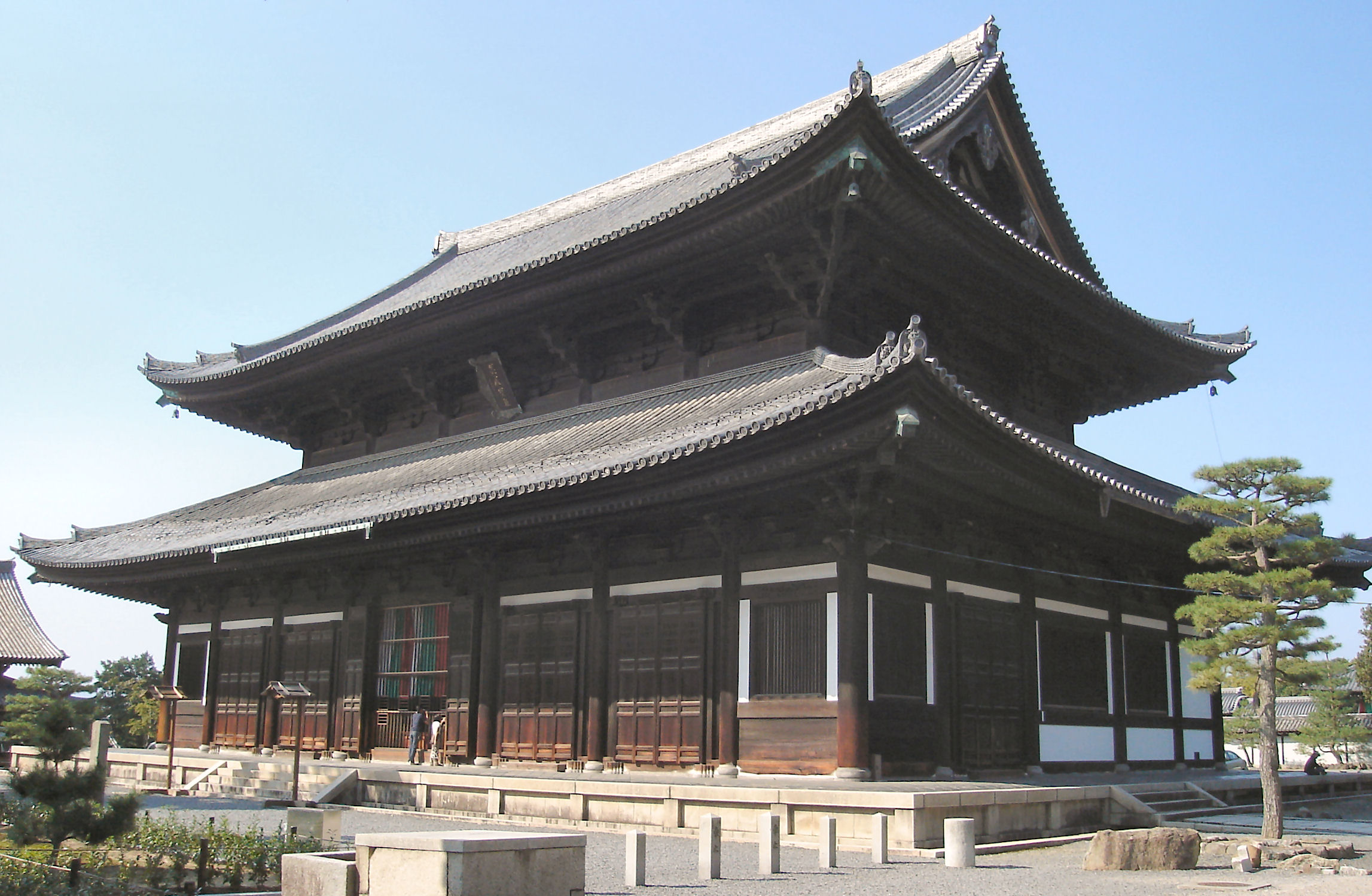
Хондо, Тофуку-дзи

Главный зал (в зависимости от стиля его называли кондо (яп. 金堂, золотой зал), хондо (яп. 本堂, главный зал), буцудо, буцудэн, или амидадо) — место, где хранятся священные образы Будды и бодхисатв. Хорошо сохранился главный зал храма Синъякусидзи　в Наре (VIII век).
В эпохи Асука, Нара и Хэйан он обычно назывался кондо из-за своего значения, а возможно, из-за того, что стоявшие в нём статуи Будды называли киндзин  (яп. 金人, золотой человек). Ранние залы были небольшими и туда не допускались миряне.
Священный участок, включавший главный зал и пагоду, окружал полузакрытый коридор — кайро (яп. 回廊). Позже пагоды стали выносить за кайро, что позволило увеличить размер главного зала. Например, главный зал Тосёдай-дзи в Наре имеет размеры в 7×4 пролётов (27.92 × 14.62м). Некоторые храмы имели дополнительные западный и восточный кондо  за пределами основной территории храма. Главный зал часто перекрывался полувальмовой крышей (яп. 入母屋造 иримоя-дзукури).
С IX века стало использоваться преимущественно название хондо  (яп. 本堂, главный зал), так как новые школы эзотерического Буддизма, такие как Тэндай и Сингон, хотели избежать ассоциаций с шестью ранними школами японского буддизма.
Хондо имели более свободную планировку, в зал стали пускать верующих. Само святилище от прихожан отделяли раздвижные перегородки. Большинство хондо имели дощатый пол, на котором верующие могли сидеть по японски. Главный зал перекрывался с помощью скрытой крыши (ноянэ). Типичными примерами хондо являются главные залы храмов Таимадэра (яп. 当麻寺) в Наре, Тёдзюдзи (яп. 長寿寺) и Энряку-дзи (яп. 延暦寺) в Сига.
Кодо (яп. 講堂, лекционный зал) использовался для обучения, проповедей, встреч и церемоний. Обычно он располагался вне священной территории или позади главного зала. В горных монастырях, строившихся на пересечённой местности, он мог быть главным зданием и строился впереди главного зала. Его размеры достигали 9×4 пролётов, например, в Хорю-дзи (яп. 法隆寺) и Кёогококудзи (яп. 教王護国寺). В дзэн-буддистских храмах вместо кодо использовалось название хатто (яп. 法堂), он возводился позади буцудэна. Посреди лекционного зала располагался небольшой алтарь, по его сторонам имелись высокие сиденья для преподавателей или чтецов сутр.

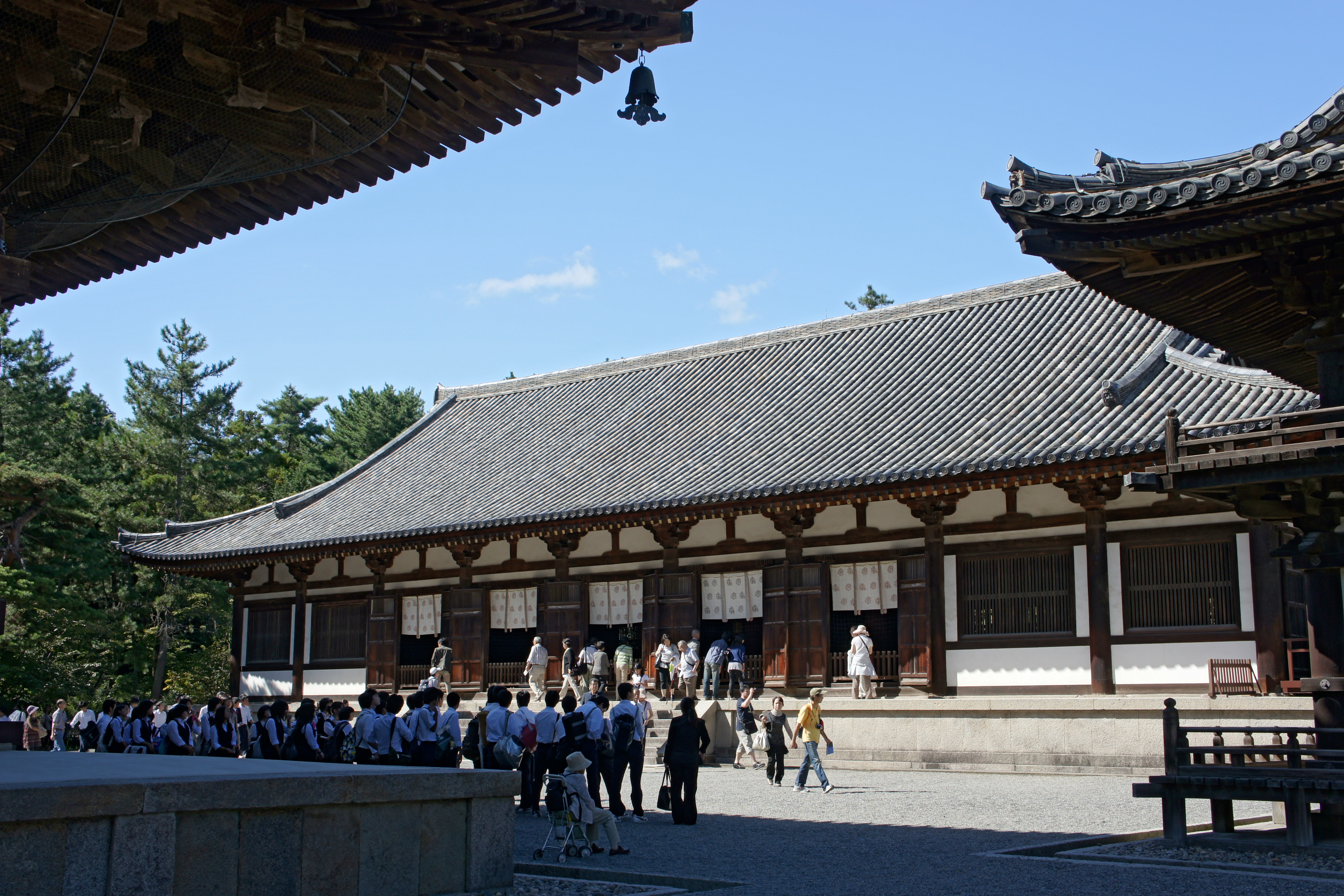
Кодо храма Тосёдай-дзи

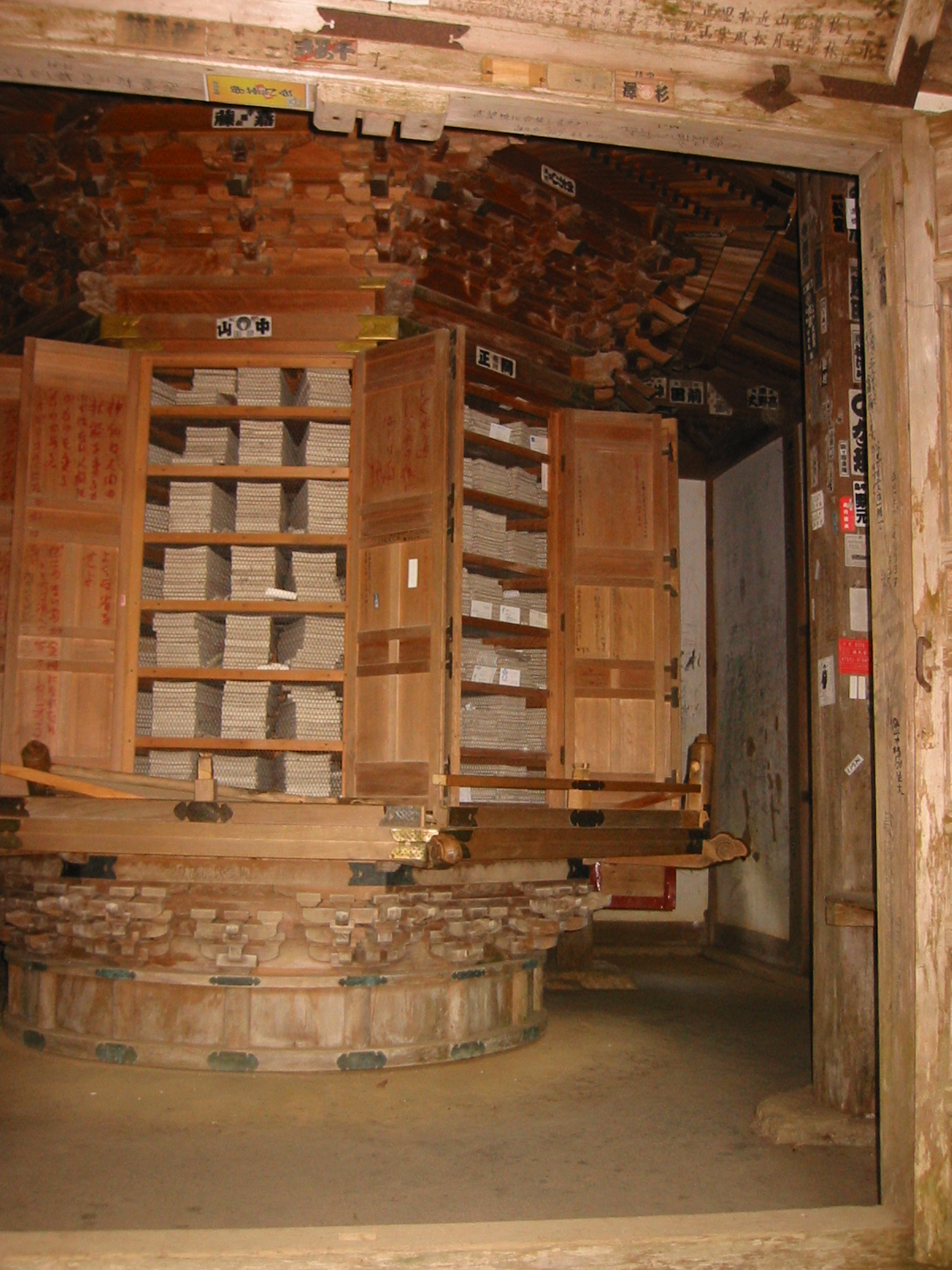
Риндзо в храме Кэгон-дзи, Гифу

Слушатели сидели на деревянных скамьях.
В кёдзо (яп. 経蔵) хранились священные писания (сутры, книги или храмовые летописи). Другими названиями являлись кёко (яп. 経庫), кёдо (яп. 経堂), дзодэн (яп. 蔵殿).
В древности кёдзо располагалось напротив колокольни, на оси восток-запад. Самый ранний сохранившийся пример находится в Хорю-дзи-сай-ин (法隆寺西院). Окна были забраны вертикальными решётками. Некоторые кёдзо возводились в стиле адзэкура, как можно увидеть в Тосёдай-дзи в Наре. Он имеет обычный размер для подобных зданий — 3×3 пролёта, крыша пирамидальная. Во всех кёдзо были полки для хранения свёрнутых свитков. В некоторых имелось вращающееся хранилище сутр  (яп. 輪蔵 риндзо), расположенное вокруг центральной колонны, служившей осью конструкции. Устройство позволяло монаху легко найти нужную сутру. Позже и мирянам позволили вращать риндзо во время молитвы, так как считалось, что это может частично заменить изучение сутр.

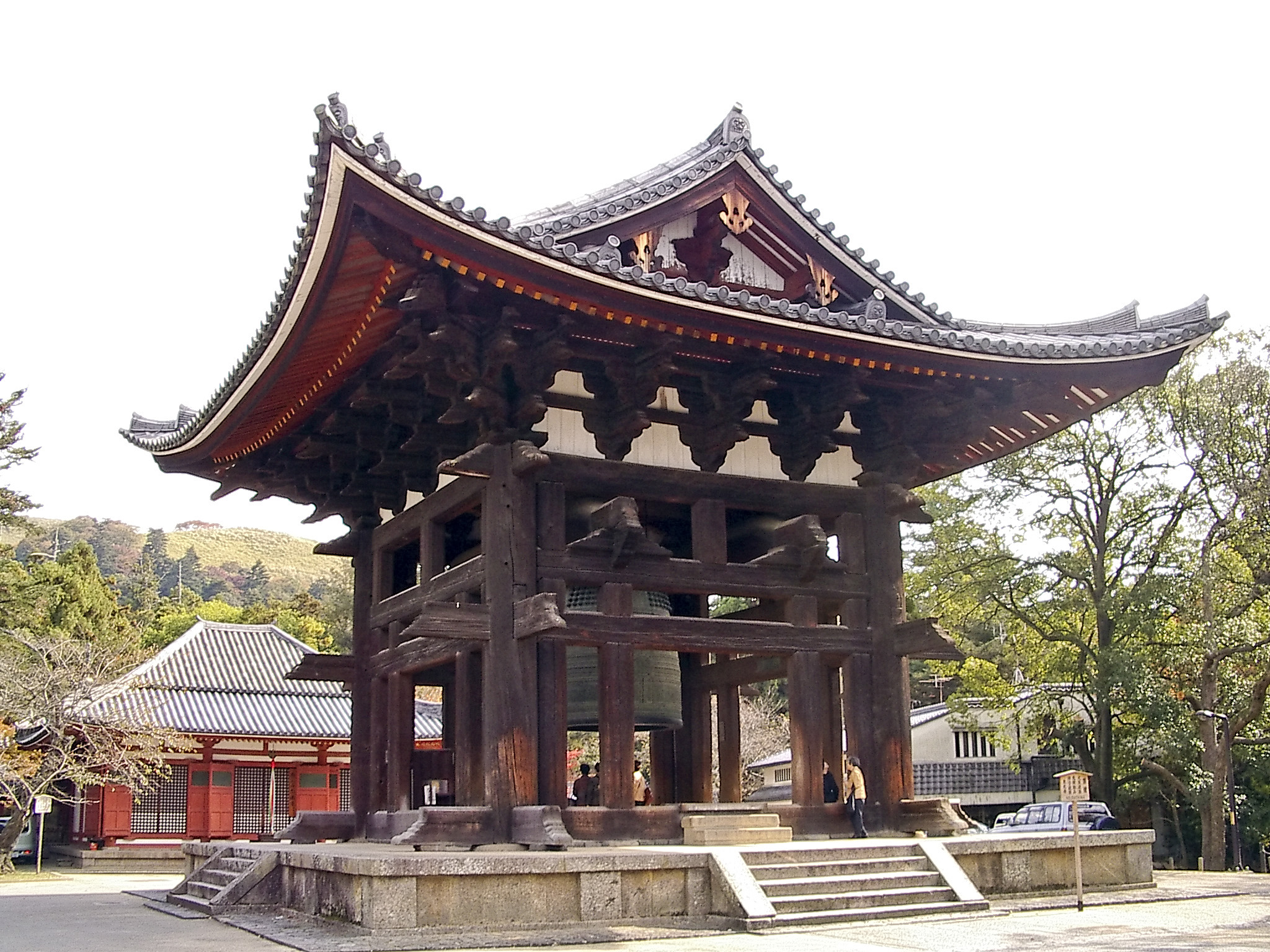
Колокольня храма Тодай-дзи

В колокольне (яп. 鐘楼 сёро, иначе называлась сюро, канэцукидо) висел один колокол (яп. 梵鐘 бонсё). Ранние колокольни эпохи Нара были двухэтажными зданиями размером 3 x 2 пролёта, колокол подвешивался на втором этаже и был скрыт от глаз вертикальными решётками на окнах. Обычно две колокольни стояли слева и справа от кодо. Подобные колокольни можно увидеть в Хорю-дзи (Хорю-дзи-сай-ин сёро, 法隆寺西院鐘楼). Постепенно, к концу эпохи Хэйан, колокольни становились более открытыми. В начале XIII века в Тодай-дзи была построена колокольня нового типа — одноэтажная, совершенно открытая, без стен, где все части конструкции были на виду. Колокол был подвешен недалеко от земли. Этот тип колокольни приобрёл большую популярность. В поздние эпохи расположение колокольни не было строго определённым. Крыша возводилась в стилях киридзума-дзукури (яп. 切妻造 щипцовая) и иримоя-дзукури (яп. 入母屋造 полувальмовая).
Обеденный зал (яп. 食堂・斎堂 дзикидо, сайдо) занимал отдельное здание, обычно простое и функциональное. До сегодняшнего дня дошло немного подобных строений. Типичными размерами были 7×4 пролёта, например, в Хорю-дзи. Обеденный зал Ондзё-дзи имеет размеры 15 x 4 пролётов (38.69 x 10.22м) и второй этаж. Большинство имели полувальмовые крыши (иримоя-дзукури). Кронштейны крыши, как правило, простые — тройные или двойные (三手先斗きょう、 大斗肘木). Щипец крыши над входом мог оформляться в стиле карахафу.
Собо (яп. 僧房・僧坊 со:бо:) назывались спальные помещения для монахов в 7-8 веках. Раскопки, проведённые в 1945 году в Хорю-дзи и Ганго-дзи, показали, что обычно 3 таких здания располагалось на севере, западе и востоке храмовой территории. Единственное сохранившееся собо находится в Хорю-дзи. В провинциальных храмах поменьше было только одно, северное, здание. В храмах школ Тэндай и Сингон спальные залы были частью главного здания (буцудэн). В XII веке, с появлением дзэн-буддистских храмов, спальни часто располагались в одном здании с обеденным залом и назывались содо (яп. 僧堂).

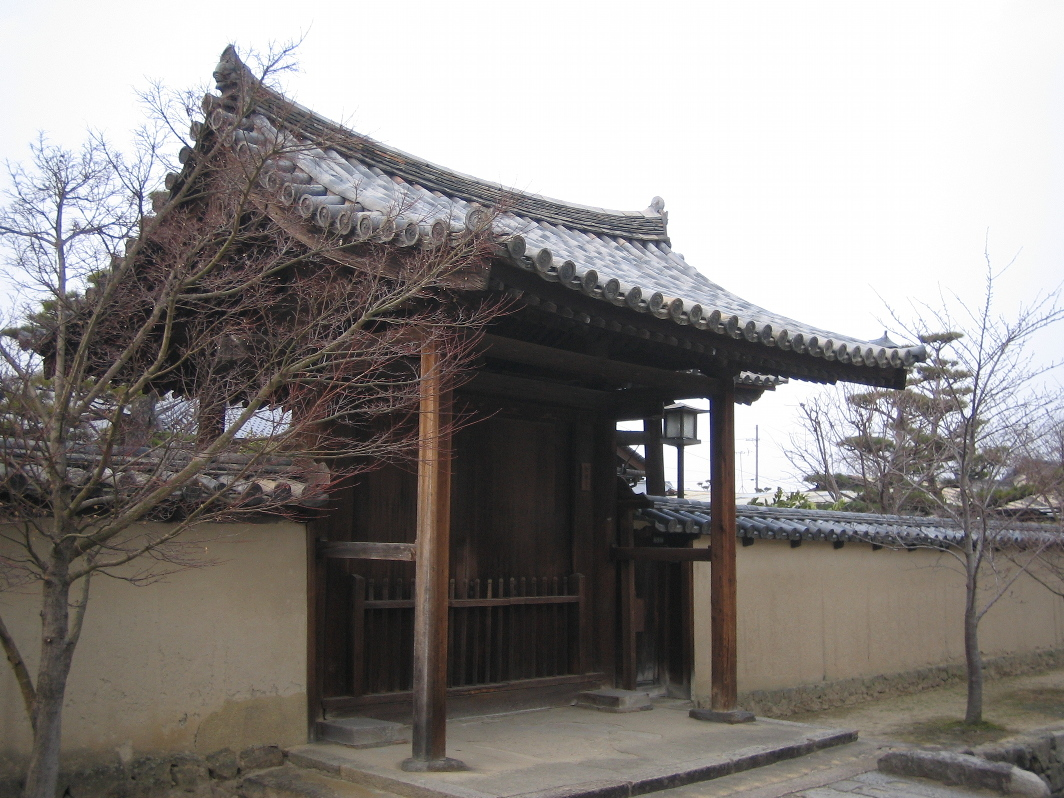
Сикякумон в Хорю-дзи

В храм часто вело множество ворот, среди них тюмон (средние ворота), у которых начинался кайро, и наммон (южные ворота), служившие главным входом в храм. Самым распространённым типом храмовых ворота является сикякумон (яп. 四脚門 «четвероногие ворота»), имевшие, кроме двух основных, ещё 4 вспомогательных столба.
В храме Хорю-дзи можно увидеть примеры большинства типов буддистских строений.
С приходом школ эзотерического буддизма стали возводиться здания для поклонения тому или иному Будде, а также для проведения особых ритуалов. Среди примеров можно назвать Якуси-до, посвящённые Будде врачевания (например, в Дайго-дзи в Киото) и мандара-до (зал мандалы), как, например, в Таима-дэра в Кацураги, где расположена знаменитая мандала, представляющая Будду Амиду. Кроме того, в храмах сооружались хранилища адзэкура (сохранились, например, в Тосёдай-дзи). В VIII веке популярен был восьмиугольный павильон хаккакудо.
Культовая и дворцовая архитектура оказывали значительное влияние друг на друга. Зачастую, после смерти императоров или иных аристократов, а позже — и сёгунов, их резиденции становились буддийскими монастырями.

## Планировка
В VI и VII веках буддистские храмы строились по нескольким фиксированным планам и располагались на ровных площадках. Планы храмов того времени можно разделить на 3 категории.
В линейной планировке Южные и Средние ворота, пагода, Главный зал и кодо располагались на оси север-юг. Коридор кайро расходился от Средних ворот и огораживал центральную часть. Данный план происходил из Кореи и широко использовался в столице Пэкче — Пуё, примерами использования в Японии являются Ситэнно-дзи и Ямада-дэра.
При использовании крестообразной планировки на оси север-юг находились Южные и Средние ворота, пагода, центральный главный зал (кондо) и кодо; в то время как на востоке и западе от пагоды возводились ещё два кондо. Подобный план использовался в государстве Когурё, в Японии так был построен храм Асука-дэра.
Асимметричная планировка появилась в самой Японии, в этом случае пагода и кондо располагались на оси восток-запад, а кодо и Средние ворота — на оси север-юг. Основным примером является храм Хорю-дзи.
Со временем, асимметричная планировка стала преобладающей, пагоды потеряли своё значение и стали располагаться во внешней части комплекса.
В эпоху Хэйан планировка стала свободной, в том числе из-за того, что новые школы буддизма предпочитали строить свои храмы в горах, на сильно пересечённой местности. Примерами горных храмов служат Энряку-дзи в Киото и комплекс на горе Коя-сан.
В XI веке, с расцветом школ «Чистой Земли», возводившиеся ими храмовые комплексы пытались воспроизвести «Западный рай» и использовали ландшафт как часть архитектурного ансамбля. Как правило, в них имелся большой пруд, на который выходили здания. Старейший из сохранившихся примеров Амидадо (главного зала, посвящённого будде Амиде) — «Павильон феникса» в Бёдо-ин, Удзи. В Дзёрури-дзи, построенном в XII веке, сохранился главный зал с девятью статуями Амиды. Нагэирэ-до в Мисаса представляет собой пример стиля какэ-дзукури (подвешенный стиль), храм стоит на длинных подпорках на почти отвесной скале.

## Стили
Кроме ранних китайских стилей, в истории буддистской архитектуры в Японии выделяются 4 основных стиля — японский стиль (ваё), стиль Большого Будды, стиль дзэн и стиль Обаку.

### Японский стиль
«Японский стиль»  (яп. 和様 ваё) происходит от первых буддистских архитектурных стилей, принесённых из Китая в VI—VIII веках. Со временем, под влиянием местных традиций, он претерпел многие изменения, и с приходом из Китая новых стилей в XII веке уже воспринимался как местный. Название ваё появилось в эпоху Камакура, чтоб отличить его от более поздних китайских стилей. Классический ваё широко использовался школами эзотерического Буддизма (Сингон, Тэндай) и школами Чистой Земли (Дзёдо-сю и Дзёдо-синсю).

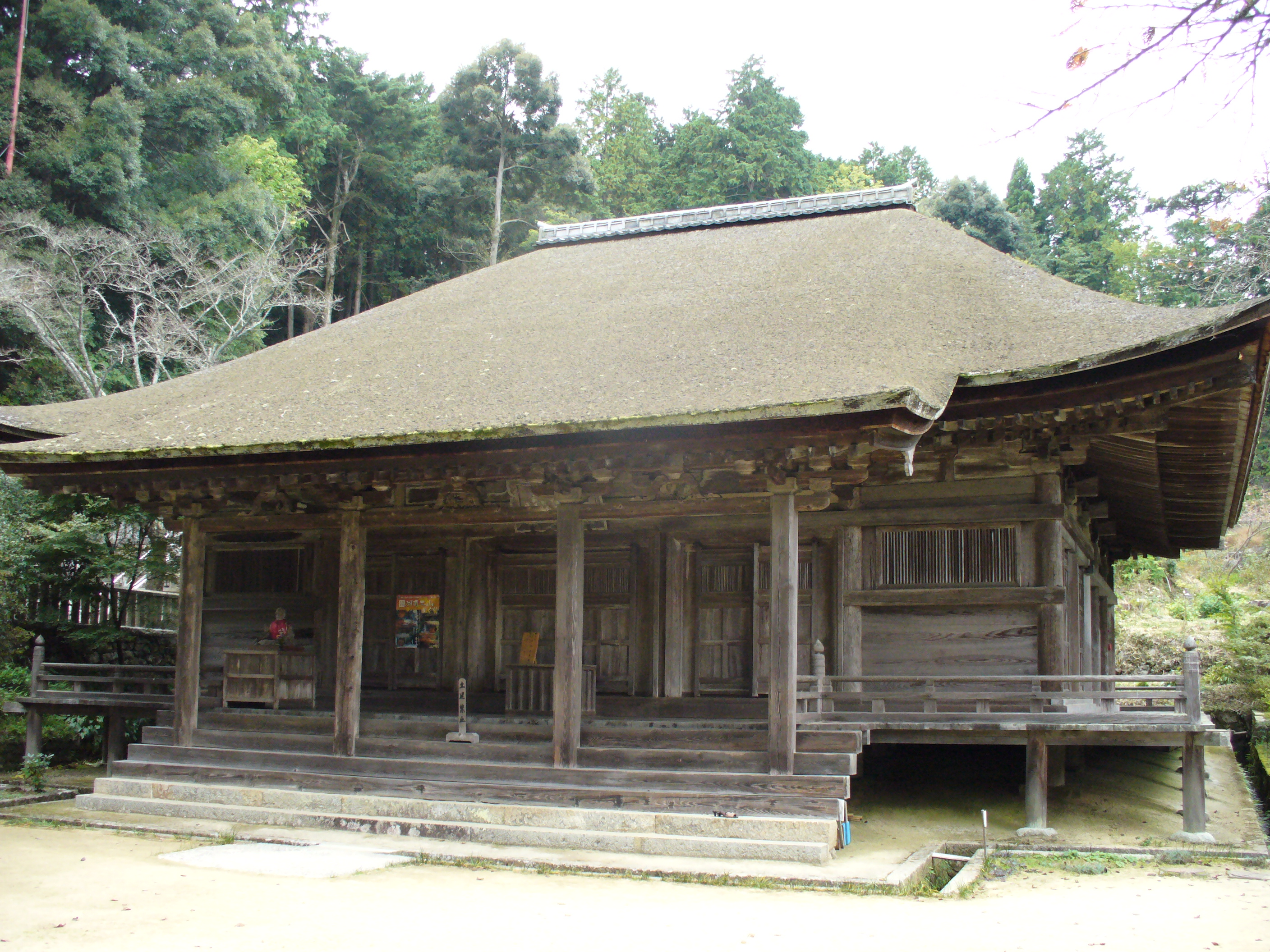
Хондо храма Тёдзю-дзи, Кока

Здания могли располагаться по разному, но пагода всегда стояла прямо перед главным залом или по диагонали от него. Внешней ограды не было, перед комплексом сооружались ворота, символизирующие границу между материальным и духовным мирами.
Между XII и XVI веками пагода уступила хондо центральное место в храмовом комплексе. Кроме того, в хондо появилось больше места для прихожан. Благодаря использованию скрытой крыши (ноянэ), строители могли свободней располагать опоры и создавать крупные открытые залы. Размеры главного зала могли достигать 9 пролётов в ширину и глубину. Священные образы от прихожан отделяли раздвижные перегородки, делившие зал на внешнюю часть, предназначенную для молящихся — гэдзин или райдо,— и внутреннюю — найдзин.
Важной характеристикой данного стиля является разнообразие типов и высоты полотков. Так как они были независимы от скрытой крыши, можно было возводить их на любой высоте. Обычно в найдзин они были выше, чем в гэдзин, чтоб иметь достаточно места для скульптур.
Внешний вид главного зала отличался простотой, использовались необработанные брёвна, стены красились в белый цвет. Часто всё здание окружала невысокая деревянная веранда. Больше всего примеров чистого ваё сохранились в регионе Кансай.

### Стиль Большого Будды

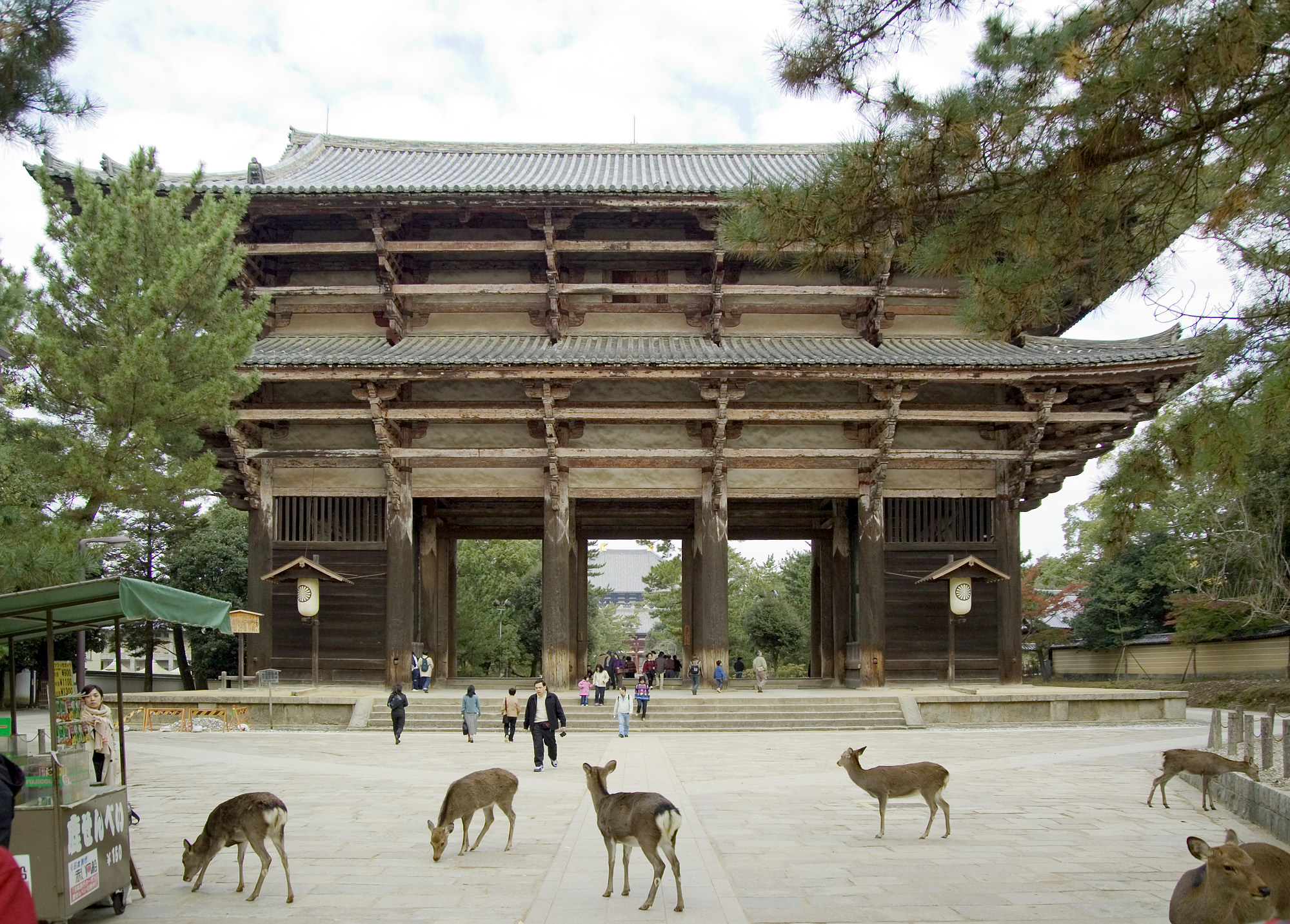
Южные ворота Тодай-дзи

Стиль Большого Будды (яп. 大仏様 дайбуцуё, ранее называемый тэндзикуё - «индийский стиль») принёс в Японию с юга Китая монах Тёгэн (1121—1206). Впервые он был использован при перестройке комплекса Тодай-дзи в Наре. Название происходит от статуй Великого Будды (Большого Будды), стоявших в монументальном главном зале. Размах и массивность зданий не полюбились японцам, и после смерти Тёгэна данный стиль не использовался, за исключением нескольких храмов в районе Нары. Тем не менее, многие его элементы были переняты остальными стилями и повлияли на их развитие. Сохранились лишь два примера дайбуцуё — Дзёдо-до («зал Чистой Земли») в Дзёдо-дзи (Хёго) и южные ворота Тодай-дзи. Строения в этом стиле призваны поразить верующих своим размахом, часто заметным лишь после того, как человек переступил порог. Вышеупомянутая колокольня в храме Тодай-дзи представляет собой переходный этап между дайбуцуё и дзэн-буддистским стилем.

### Стиль Дзэн

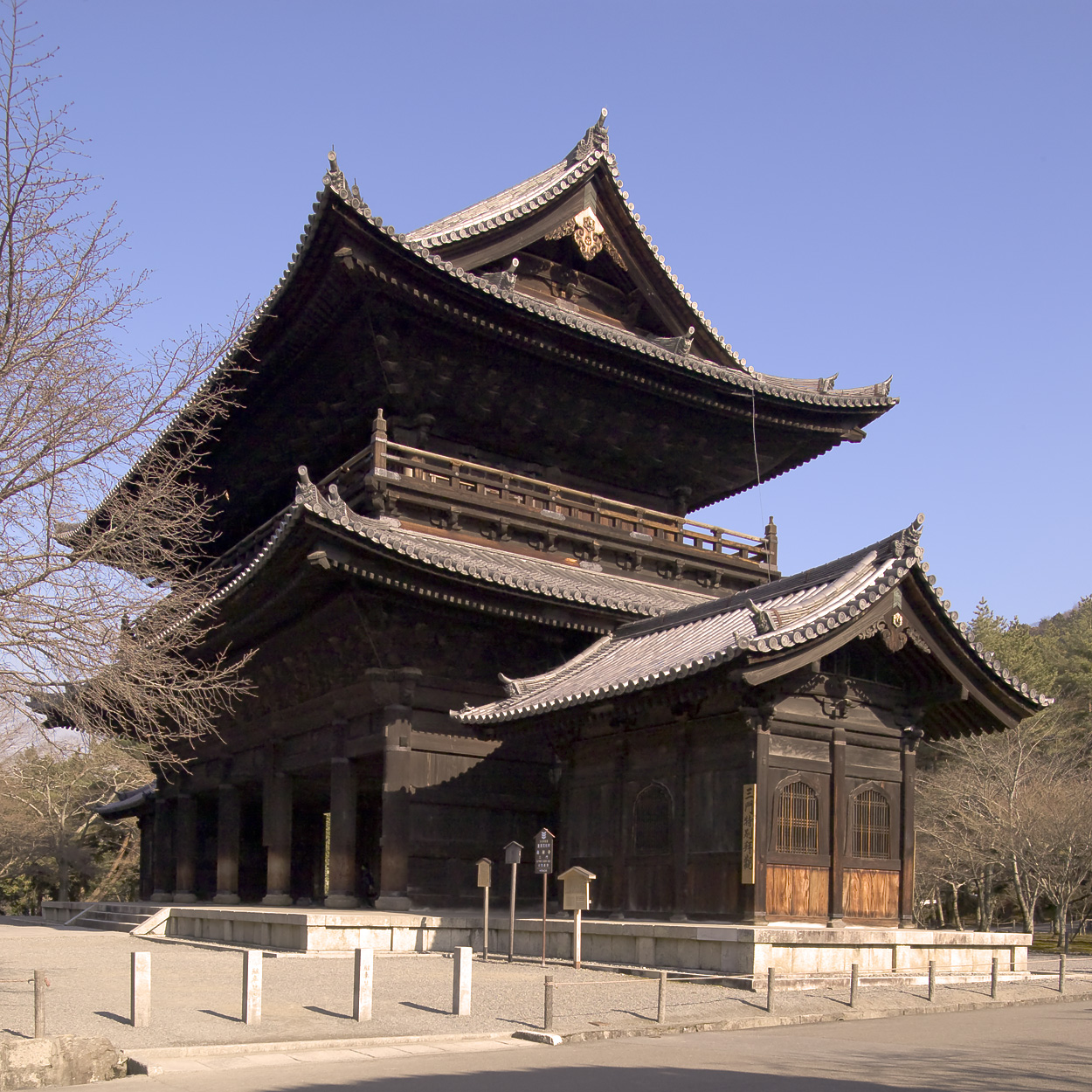
Саммон храма Нандзэн-дзи

Монах Эйсай, принёсший дзэн-буддизм в Японию, способствовал развитию нового архитектурного стиля — дзэн (яп. 禅宗様 дзэнсюё), основанного на стиле храмов в Ханчжоу в период Южного Сун (1127—1279). Его ученики распространили этот стиль, в основном, в регионе Кансай, хотя некоторые храмы строились в Камакуре и на Кюсю. Храмы XIII—XIV веков в этом стиле не сохранились.
Старейший найденный план храма Кэнтё-дзи в Киото показывает, что здания храма располагались на одной оси, центром композиции являлся буцудэн. Если пагоды и строились, они располагались на периферии комплекса. Главные ворота храма назывались саммон, что означает «тройные ворота» или «горные ворота». Важным строением в дзэн-буддистских храмах была резиденция настоятеля (ходзё).
Строения, как правило, симметричные, часто центральный неф значительно шире боковых. Все здания имеют крышу ноянэ, конструкцию которой иногда скрывает потолок. В главном зале на нём мог изображаться дракон. Крыши были крутыми, а их края загнуты кверху; козырёк имел более плавный уклон. Крышу поддерживала сложная система кронштейнов, которые располагались не только на колоннах, но и на стенах. Это позволяло более равномерно распределять нагрузку. Колонны дзэн-буддистских храмов были высокими и тонкими, они имели закруглённые концы и опирались на каменное или деревянное основание. Вместо черепицы часто использовалась мелкая многослойная дранка. На фасадах располагались окна типа катомадо (яп. 火灯窓) стрельчато-изогнутой формы. Примерами зрелого стиля дзэн являются зал райдо в Эйхо-дзи, Тадзими и Дзидзо-до (зал Дзидзо) в Сёфуку-дзи, Токио.

### Стиль Обаку
Школа дзэн-буддизма Обаку принесла в Японию храмовые стили династий Мин и Цин. Типичными примерами этого стиля являются храмы Софуку-дзи в Нагасаки и Мампуку-дзи в Удзи. Оба имеют сильно загнутые скаты крыш и удлинённые козырьки мокоси. Детали кронштейнов, балок и стен являются характерными для китайских храмов того времени.
Главный зал называется дайюходэн (яп. 大雄宝殿, аналогичен буцудэну в других школах дзэн). Несколько храмовых зданий посвящены основателю школы — Иньюаню Лунци.
В храмах Обаку встречаются разные системы кронштейнов — в главном здании они обычно сложные и напоминают стиль дзен, в остальных зданиях они или одноступенчатые (яп. 出組 дэгуми), или отсутствуют. Крыши черепичные, на концах конька расположены фигуры сяти (яп. 鯱) — мифического существа с рыбьим хвостом и мордой тигра, призванного охранять здание от пожаров. Из китайской архитектуры заимствованы перила с узором из пересекающихся линий, сложная резьба на каменных основаниях колонн. Потолок с изогнутыми стропилами называют «потолком Обаку» (яп. 黄檗天井 о:баку тэндзё:).

### Другие стили

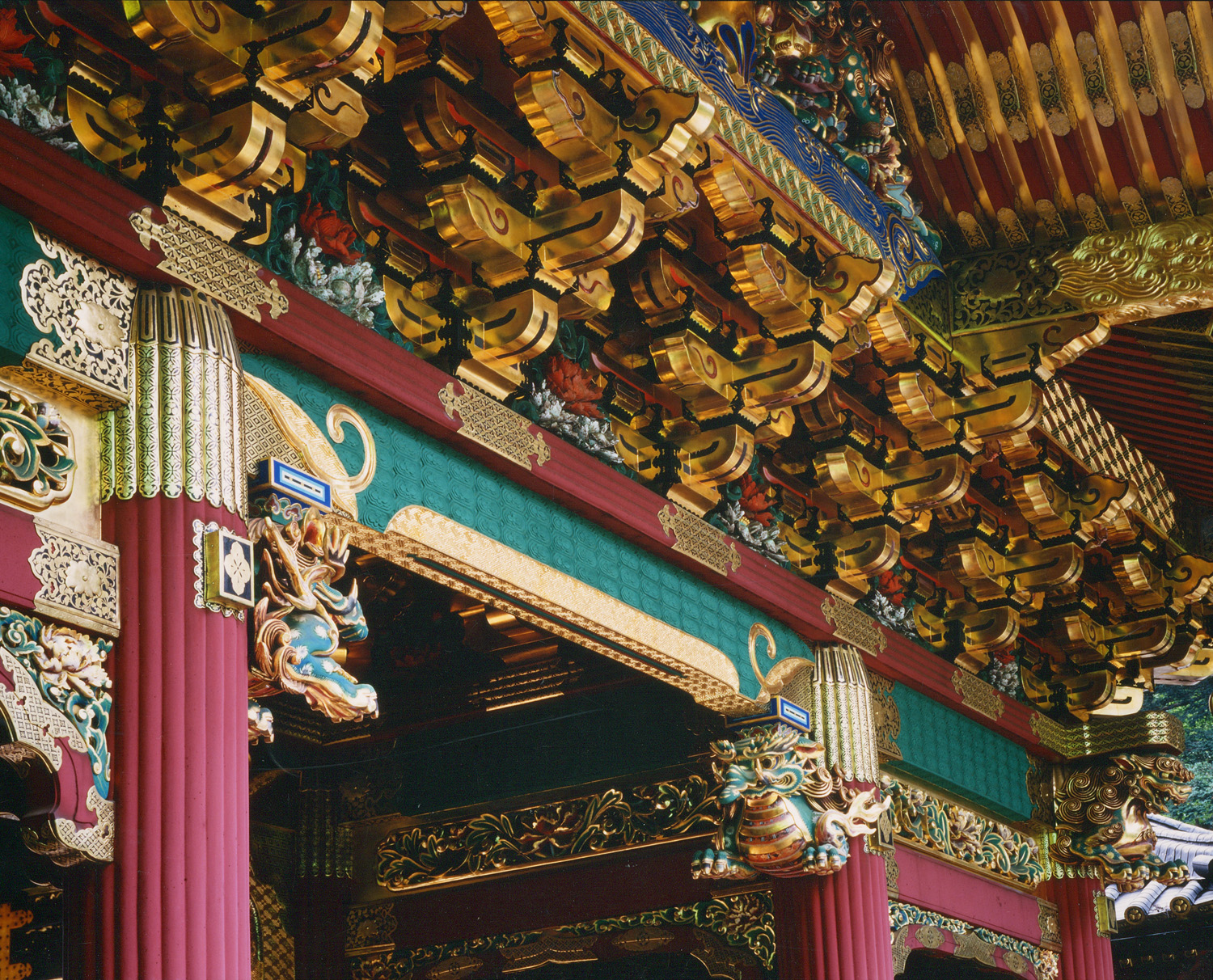
Ярко декорированные кронштейны в Дайюин

Термином «смешанный стиль» (яп. 折衷様 сэттюё) описывают здания, построенные в японском стиле, но под сильным влиянием дайбуцуё или стиля дзэн. Со второй половины XIV века храмы в чисто японском стиле стали редкостью, чаще заметно смешение элементов всех стилей. Новыми китайскими элементами стали дощатые ворота с характерными петлями; богато украшенные кронштейны, проходящие через колонны; анкерные балки эбикорё сложной формы, гладкие дощатые потолки.
В эпохи Адзути-Момояма и Эдо в этом стиле часто восстанавливались храмы, разрушенные в результате войн. Например, в главном зале Тодай-дзи отчётливо видны элементы всех трёх стилей — кронштейны представляют смешение стилей дзэн и дайбуцуё, а потолок характерен для японского стиля.
В усыпальницах эпохи Эдо часто наблюдается соединение обычных буддистских стилей с синтоистским гонгэн-дзукури. Характерным примером этого является Дайюин, построенный в Никко для третьего сёгуна Токугава, Иэмицу. Такие усыпальницы отличали богатые многоцветные украшения.